# Saitō Tetsuo
Saitō Tetsuo (斉藤 鉄夫 (Tề Đằng Thiết Phu)  sinh ngày 5 tháng 2 năm 1952) là một chính khách người Nhật Bản thuộc Đảng Công minh. Ông hiện là Nghị viên Chúng Nghị viện của khu 1 Hiroshima và hiện cũng là Bộ trưởng Đất đai, Hạ tầng, Giao thông và Du lịch kể từ Nội các Kishida lần 1 đến Nội các Ishiba. Trong Đảng Công minh, ông cũng từng giữ các chức vụ Chủ tịch Hội đồng nghiên cứu chính sách, Tổng thư ký rồi Phó Chủ tịch Đảng Công minh. Ngày 9 tháng 11 năm 2024, ông được bầu làm Chủ tịch Đảng Công minh sau khi chủ tịch trước đó là Ishii Keiichi đã từ chức sau khi thất cử trong cuộc tổng tuyển cử Chúng Nghị viện lần thứ 50 cùng năm.